# バリー線
バリー線(Barrie line)は、GOトランジットの1路線であり、1982年にGOトレインの路線として開業した。トロントとバリーを結ぶ路線である。2014年の一日利用者数は17,000人、年間利用客数は3,462,500人（2010年）とGOトレイン全路線の中でリッチモンド・ヒル線に次いで少ない。総延長は101.4 kmと長くなっている。途中トロント大都市圏で人口増加が著しいヴォーンやオーロラを通ると農村部を抜けて、シムコー湖湖畔にあるリゾート地ともなっているバリーまで行く中距離路線である。

## 歴史
- 1982年9月7日:ユニオン駅〜ブラッドフォード駅間がブラッドフォード線として開通。
- 1990年9月17日:バリーまで延伸。
- 1993年7月5日:バリーまでの路線が廃止され、ブラッドフォードまでの運行になる。
- 2007年12月17日:14年ぶりにバリー・サウス駅までの路線が復活しバリー線に改名。
- 2012年1月30日:アランデール・ウォーターフロント駅まで延伸。

## 運行本数
終日運行されているが、アランデール・ウォーターフロント駅まからオーロラ駅での区間は本数が少ない。土曜・休日も本数は少ないが終日運行されている。
| 駅                                 | ユニオン駅行 | ユニオン駅発 |
| ---------------------------------- | ------------ | ------------ |
| オーロラ駅                         | 16           | 16           |
| アランデール・ウォーターフロント駅 | 9            | 9            |

## 駅一覧
所在地は基本的に駅名と同じである。
本線
| 駅名                                       | 営業キロ | 接続路線、施設                                                                       | 自治体                                     | RER計画 |
| ------------------------------------------ | -------- | ------------------------------------------------------------------------------------ | ------------------------------------------ | ------- |
| ユニオン駅                                 | 0.0      | ■ヤング・ユニバーシティ線,■GOトレイン全線 ■ユニオン・ピアソン・エクスプレス, VIA鉄道 | トロント                                   | ○       |
| カレドニア駅（2024年開業予定）             |          | ■トロント市地下鉄5号線(2020年開通予定)                                               | トロント                                   | ○       |
| ダンズビュー・パーク駅 ※2017年12月30日開業 | 17.1     | ■ヤング・ユニバーシティ線(2017年12月17日開通)                                        | トロント                                   | ○       |
| ヨーク大学駅 ※2021年7月19日閉鎖            | 19.8     |                                                                                      | トロント                                   |         |
| ラザフォード駅                             | 26.8     |                                                                                      | ヴォーン                                   | ○       |
| メープル駅                                 | 29.5     |                                                                                      | ヴォーン                                   | ○       |
| キングシティ駅                             | 36.5     |                                                                                      | キング                                     | ○       |
| オーロラ駅                                 | 48.1     |                                                                                      | オーロラ                                   | ○       |
| ニューマーケット駅                         | 55.0     |                                                                                      | ニューマーケット                           | ○       |
| イースト・グィリンバリー駅                 | 57.4     |                                                                                      | イースト・グィリンバリー                   | ○       |
| ブラッドフォード駅                         | 66.4     |                                                                                      | ブラッドフォード・ウェスト・グィリンバリー | ○       |
| バリー・サウス駅                           | 95.0     |                                                                                      | バリー                                     | ○       |
| アランデール・ウォーターフロント駅         | 101.4    |                                                                                      | バリー                                     | ○       |

## 将来計画
トロント地下鉄5号線との乗換駅となるカレドニア駅の設置も計画されている。また、2025年頃に全線の電化が完成すると大幅に増発される予定である。